# Josiane Bost
Josiane Bost (ur. 7 kwietnia 1956 w Tournus) – francuska kolarka szosowa i torowa, złota medalistka szosowych mistrzostw świata.

## Kariera
Największy sukces w karierze Josiane Bost osiągnęła w 1978 roku, kiedy zdobyła złoty medal w wyścigu ze startu wspólnego podczas szosowych mistrzostw świata w San Cristóbal. W zawodach tych wyprzedziła bezpośrednio Amerykankę Connie Carpenter oraz Holenderkę Wilhelminę Brinkhoff. Kilkakrotnie zdobywała medale szosowych mistrzostw Francji, jednak nigdy nie zwyciężyła. Startowała również na torze, zdobywając między innymi złote medale w indywidualnym wyścigu na dochodzenie podczas torowych mistrzostw kraju w latach 1977 i 1978, a w 1978 roku była też najlepsza w sprincie. Nigdy nie wzięła udziału w igrzyskach olimpijskich.